# 육플루오린화 황
육플루오린화 황(육불화황)(화학식: SF6)은 플루오린과 황의 화합물로, 황 원자를 중심으로 플루오린 원자가 정팔면체 구조를 취하고 있다.
인체에 무해하나 흡입 시 성대에 영향을 주어 목소리가 일시 변화된다. 지구 온난화를 가속하는 가스이며, 1960년대부터 절연제 등으로 넓게 사용되고 있다. 이 기체는 인공적인 온실 효과를 만들어내는 기체이다. 사용량은 많지 않았으나, 최근 들어서 수요량이 늘어나고 있다. 이산화탄소, HFCs, PFCs와 함께 대표적인 온실 가스이다.

## 특징
이산화탄소와 같이 1기압하의 끓는점에서 승화한다. 표준 상태에서의 밀도는 6.12g/L로, 공기보다 약 5배 정도 무거운 기체이며 절연성이 뛰어나다.
- 화학적, 물리적 특성

1. 열적 안정성이 뛰어나다.
2. 화학적으로 비활성이므로 안정적인 기체이다.
3. 무색, 무취, 무해, 불연성 기체이다.
4. 열 전달성이 뛰어나다.

- 전기적 특성

1. 절연내력이 높다.
2. 소호 능력이 좋다.
3. arc가 안정적이다.
4. 절연 회복이 빠르다.

## 용도
높은 절연성으로 변압기, 절연 개폐 장치 등의 절연 매체로 사용된다. 이 외에도 반도체 제품이나 액정 패널의 제조 과정에서도 사용된다. 특수한 예로 어뢰의 엔진 연료에도 사용된다.

## 같이 보기
- 온실 기체
- 사플루오린화 황